# Porang Paring
Porang Paring is een bestuurslaag in het regentschap Pati van de provincie Midden-Java, Indonesië. Porang Paring telt 2620 inwoners (volkstelling 2010).